# Samuel Tiefensee
Samuel Tiefensee (* 12. März 1722 in Wollin in Vorpommern; † 10. März 1810 in Berlin) war ein deutscher Philologe, Schriftsteller und Schulmann.

## Leben
Tiefensee war Professor der Philosophie, Geschichte und Dichtkunst am Gröningschen Gymnasium in Stargard in Pommern sowie Rektor der dortigen Stadtschule. Nebenberuflich betätigte er sich als Schriftsteller. Am 13. Juni 1758 hielt er anlässlich der 200-jährigen Jubelfeier des Akademischen Gymnasiums zu Danzig, die auch vom Lehrer-Kollegium des Stargarder Gymnasiums begangen wurde, einen Vortrag.  Als Emeritus ließ er sich 1786 in Berlin nieder, wo er 1810 im Alter von 88 Jahren starb.

## Werke (Auswahl)
- Von der Tugend der Gelassenheit. Stargard 1753.
- Von dem Rechte Gottes über seine Kreaturen. Stargard 1754.
- Von der Beschaffenheit des Erdbebens. Stargard 1755.
- Von der christlichen Gemütsverfassung in Kriegszeiten. Stargard 1757.
- Von der Klugheit in dem Bekenntnis Jesu. Stargard 1757.
- Rede und Ode auf den 1762 zwischen Preußen und Russland geschlossenen Frieden. Stargard 1762.
- Von dem Friedensstabe bei den Alten. Stargard 1763.
- Von dem Janustempel bei den Römern. Stargard 1763.
- Gegenwärtige Beschaffenheit der Stargardischen Stadtschule. Stargard 1767.
- Die Wortforschung als eine Grundwissenschaft. Stargard 1779.
- Von dem gemeinen Menschenverstande. Stargard 1779.
- Über die Verbesserung des Schulwesens und der Erziehung. Stargard 1782.
- Von der törichten Gewohnheit, etwa abzuschwören. Stargard 1783.
- Von der wahren Gelehrsamkeit. Stargard 1784.